# Малый лесной пастушок
Малый лесной пастушок (лат. Aramides mangle) — вид птиц из семейства пастушковых (Rallidae). Подвидов не выделяют . Эндемик Бразилии.

## Описание
Малый лесной пастушок — самый мелкий представитель рода лесных пастушков, длина тела 27—29 см, одна самка весила 164 г. Половой диморфизм не выражен. Голова, шея и верхняя часть спины серые, а остальная часть спины и крылья от оливково-коричневого до зеленовато-оливкового цвета. Горло белое, грудь и брюхо рыжеватые. Надхвостье, хвост и кроющие перья подхвостья чёрные. Клюв толстый, зеленоватого цвета с красным основанием надклювья. Ноги красные.
Вокализация представлена громкими «pik-pik-pik» или «pyok-pyok-pyx...». Члены пары часто отвечают друг другу на немного разных тонах.

## Биология
Биология практически не изучена. Наблюдали пастушков, добывающих пищу во время отлива на отмелях. Питаются, вероятно, рыбой и крабами.
Малый лесной пастушок размножается с мая по июль в Каатинге и с октября по ноябрь в прибрежной южной части своего ареала. Немногие известные гнезда представляли собой чашечки из палок, травы и опавших листьев. В кладке 5—6 яиц средним размером 51х35,2 мм.

## Распространение и места обитания
Малый лесной пастушок распространён в Бразилии от северо-востока штата Пара вдоль побережья штата Сан-Паулу и дальше от побережья на северо-востоке страны. Зарегистрированы залёты в Гвиану. В основном обитает в прибрежных болотах и лагунах, а также в манграх; в глубине страны встречается в довольно засушливой Каатинге.